# MKS Dragon Chełm
Międzyszkolny Klub Sportowy Dragon Chełm – klub sportowy z siedzibą w Chełmie z trzema sekcjami: strzelectwem sportowym (karabin sportowy, karabin pneumatyczny, pistolet pneumatyczny), biathlonem letnim i sportami obronnymi.

## Historia
Międzyszkolny Klub Sportowy Dragon Chełm, jako stowarzyszenie z osobowością prawną, rozpoczął swoją działalność 12 czerwca 2003 r. z dwiema głównymi sekcjami strzelectwa sportowego i biathlonu letniego. Obecnie jest klubem zrzeszonym w trzech organizacjach związkowych: Polskim Związku Strzelectwa Sportowego, Polskim Związku Biathlonu i Lidze Obrony Kraju.
Klub posiada tradycje związane z funkcjonowaniem w obrębie strzelectwa, biathlonu radiołączności i sportów obronnych, a początki są związane z działalnością Jana Dąbskiego w Szkolnym Kole Ligi Obrony Kraju przy Zespole Szkół Zawodowych Kombinatu Cementowego „Chełm”, w latach 1977-1978.

### Początki (1977-1978)
W okresie tym z inicjatywy Jana Dąbskiego i dzięki wsparciu dyrektora szkoły Adolfa Popielickiego, nawiązano ścisłą współpracę z Zarządem Wojewódzkim LOK w zakresie szkolenia strzeleckiego z broni pneumatycznej i trójboju obronnego, czego efektem był zakup 10 sztuk wiatrówek typu Predom Łucznik. Wkrótce przyszły pierwsze sukcesy – II miejsce w I Wojewódzkich Zawodach Letnich Sportów Obronnych i III miejsce indywidualnie Henryka Lekana. Pod koniec 1978 r. Jan Dąbski wspólnie z nauczycielem wychowania fizycznego Leopoldem Matysko opracowali program nauczania powiązany z systemem sprawdzianów z wychowania fizycznego związanych z przygotowaniem uczniów do udziału w zawodach sportowo obronnych i przyszłej służby wojskowej. Rozpoczęli również przygotowania młodzieży do zawodów biatlonowych. W styczniu 1979 r. dziewczęta wygrały Wojewódzkie Zawody w Biathlonie Szkół Ponadpodstawowych, chłopcy zajęli II miejsce. Ogólnopolskie Zawody w Biathlonie Szkół Ponadpodstawowych odbyły się w Ustrzykach Dolnych, był to nie tylko debiut zawodników w imprezie tej rangi, ale również debiut J. Dąbskiego jako trenera.

### Lata 1979-1988
Lata 1979-1988 to dalszy rozwój sekcji i wzrost liczby zawodników, czego efektem stały się kolejne sukcesy głównie w zawodach wojewódzkich, a także strefowych i ogólnopolskich oraz spartakiadach w Letnich Sportach Obronnych, Biathlonie Szkół Ponadpodstawowych, Amatorskiej Radiopelengacji LOK i Zawodach Strzeleckich „o Srebrne Muszkiety”.
Najbardziej utytułowanymi zawodnikami w tych latach byli: Urszula Dąbek, Barbara Karasińska, Bożena Krzyżanowska, Maria Szykuła, Krystyna Zwolińska, Halina Stocka, Krzysztof Szawuła, Zbigniew Brodziak, Grzegorz Szewczuk, Henryk Tokarczuk, Stanisław Kupiec, Zdzisław Kościuk, Zbigniew Szczepanik, Krystyna Walczuk (kadrowiczka ZG LOK w Radiopelengacji na zawody międzynarodowe w Związku Radzieckim i Bułgarii), Joanna Kusiej, Alicja Kalinecka, Henryk Józiuk, Józef Sidoruk, Marek Brodziak, Edward Grzywna, Stanisław Herda, Krzysztof Brodziak, Stanisław Koguciuk, Grzegorz Budynkiewicz, Marek Kiczyński, Wojciech Kozaczuk, Arkadiusz Woskowski, Janusz Prucnal, Mariusz Borowik, Piotr Żółkiewski, Stanisław Kaczmarski, Piotr Konarski, Krzysztof Kachaniuk, Dariusz Ziemianek, Krzysztof Wazelin, Mirosław Michalczuk, Mirosław Olech, Arkadiusz Dmuch, Robert Wasyluk.

### Lata 1989-1991
Lata 1989-1991 przynoszą kolejne sukcesy zwłaszcza w biathlonie zimowym i strzelectwie oraz w zawodach wojewódzkich i strefowych Letnich Sportów Obronnych, a do wyróżniających zawodników należą: Tomasz Steczuk, Mariusz Florczak, Arkadiusz Dziedzicki, Bogusław Litwin, Leszek Brodziak, Robert Kiczyński, Wiesław Janiczuk, Jarosław Paszkiewicz, Mariusz Rułka, Andrzej Śmiałko, Jarosław Wdowiak, Grzegorz Leśniak, Zbigniew Krasiński.

### Lata 1991-1993
W roku 1991 rozpoczęto uprawiać letni biathlon i coraz większa grupa zawodników skupionych wokół Klubu Letniego Biathlonu oraz Klubu Strzeleckiego przy ZSZ Nr 5 zaczęła łączyć trening strzelecki z treningiem wytrzymałościowo-biegowym. W czerwcu tego roku odbyły się w Dusznikach-Zdroju Mistrzostwa Polski w Letnim Biathlonie, na których Robert Kiczyński zdobył II miejsce w pojedynku strzeleckim, a rok później Andrzej Dziedzicki i Andrzej Śmiałko zostali powołani na zawody w Letnim Biathlonie na Łotwie i Litwie.
W kolejnych latach działalność koła skupiła się głównie w sekcjach strzeleckiej (karabin kulowy i pneumatyczny) i letniego biathlonu. Po raz pierwszy w roku 1993 drużyna strzelecka w składzie: Piotr Janiczuk, Mariusz Rułka, Jarosław Wdowiak i Zbigniew Krasiński awansuje do Centralnych Zawodów Strzeleckich „o Srebrne Muszkiety”, plasując się tam na wysokim IV miejscu. Rok później zespół w składzie: Piotr Janiczuk, Mariusz Rułka, Marcin Królikowski i Zbigniew Krasiński w zawodach strefowych nokautuje przeciwników zajmując indywidualnie miejsca I, II, III, V i awansuje do zawodów centralnych.
W czerwcu 1994 r. w Złotoryi, zawodnicy ci wygrywają Finał Centralnych Zawodów Strzeleckich „o Srebrne Muszkiety”, a Mariusz Rułka II miejsce indywidualnie. Godnym odnotowania jest również fakt powołania w tym okresie zawodników, do kadry narodowej juniorów młodszych, juniorów i seniorów w letnim biathlonie i ich udział w Międzynarodowych Mistrzostwach Polski w Letnim Biathlonie 1993- Duszniki Zdrój (Andrzej Dziedzicki-X miejsce Marcin Królikowski-XXI miejsce), Międzynarodowych Zawodach w Letnim Biathlonie 1993- Galyateto-Węgry (Marcin Królikowski-I miejsce w sztafecie), Międzynarodowych Zawodach w Letnim Biathlonie 1993-Osirble-Słowacja(Marcin Królikowski II miejsce w sztafecie, VI miejsce w letnim biathlonie i IX miejsce w cross). Poza kadrowiczami wyróżniającymi się zawodnikami w tym okresie byli: Wiesław Michalczuk i Beata Mierzwa oraz Piotr Janiczuk, Mariusz Rułka, Marek Burek, Jarosław Wdowiak, Zbigniew Krasiński, Piotr Nowakowski.

### Lata 1994-1999
W roku 1995 Jan Dąbski zostaje członkiem komisji Sportów Obronnych przy Zarządzie Głównym Ligi Obrony Kraju oraz opiekunem kadry LOK w zawodach międzynarodowych. Z każdym rokiem przybywa chętnych do uprawiania tej dyscypliny. Tworzy się zgrany i wzajemnie się wspierający zespół złożony z doświadczonych juniorów i seniora oraz młodych chętnych do ciężkiej pracy juniorów młodszych. Większość z nich łączy uprawianie strzelectwa z letnim biathlonem startując z licznymi sukcesami w obu dyscyplinach. W szeregi członków klubu wstępuje Zbigniew Poliszuk, który powraca do uprawiania strzelectwa. Początkowo startuje w zawodach LOK, a od roku 1996 rozpoczyna regularne starty w zawodach grupy powszechnej pod patronatem PZSS.
W okresie tym znaczące osiągnięcia w zawodach rangi wojewódzkiej, krajowej i międzynarodowej ugruntowują pozycje Marcina Królikowskiego, Andrzeja Dziedzickiego i Wiesława Michalczuka oraz kreują nowe talenty biathlonowe w osobach: Mariusza Oziemczuka, Tomasza Oziemczuka. Zawodnicy ci coraz częściej reprezentują kraj w zawodach międzynarodowych:
- Pucharze Świata ISCF (International Sport Combat Federation) w Letnim Biathlonie (W. Michalczuk, T. Oziemczuk, M. Oziemczuk)
- Mistrzostwach Europy ISCF w Letnim Biathlonie (M. Królikowski, W. Michalczuk)
- Mistrzostwach Europy ISCF w Krosie Strzeleckim (A. Dziedzicki, T. Oziemczuk, M. Oziemczuk)
- Pucharze Europy ISCF w Letnim Biathlonie (M. Królikowski, W. Michalczuk, A. Dziedzicki, T. Oziemczuk, M. Oziemczuk)
- Mistrzostwach Europy ISCF w Letnim Biathlonie (M. Królikowski, W. Michalczuk)
- Międzynarodowych Mistrzostwach Polski w Letnim Biathlonie (M. Królikowski)
- Międzynarodowych Mistrzostwach Czech w Letnim Biathlonie (M. Królikowski)

W roku 1995 w klasyfikacji Pucharu Europy ISCF w Letnim Biathlonie, Wiesław Michalczuk, w kategorii junior młodszy zajmuje VI miejsce, rok później już w kategorii junior plasuje się na X miejscu w klasyfikacji Pucharu Świata ISCF w Letnim Biathlonie, a jego młodsi koledzy w kategorii junior młodszy zajmują: Tomasz Oziemczuk – VI, a Mariusz Oziemczuk VII miejsce.
W związku ze specyfiką klubu działającego na bazie Zespołu Szkół Zawodowych Nr 5 w Chełmie następuje ciągła rotacja kadry zawodniczej. W roku 1995 z klubem żegna się M. Królikowski, który rozpoczyna studia na AWF w Krakowie, rok wcześniej odchodzi A. Dziedzicki, który kończy szkołę, jednak po trzech latach wraca i kontynuuje starty zawodach jako senior.
Jest to też okres gdy, szkolna drużyna biathlonowa staje się najlepszym zespołem w Lidze Obrony Kraju i przez trzy kolejne lata jest niepokonana na krajowym podwórku w letnim biathlonie. Świadomość opiekunów wysokiego poziomu sportowego zawodników doprowadza ich na przełomie 1996 i 1997 roku, do nieformalnego powołania klubu sportowego, działającego w oparciu o szkołę i Szkolne Koło LOK. Zawodnicy zaczynają przywozić z imprez krajowych medale: Srebro – Mistrzostw Europy ISCF w Krosie Strzeleckim w sztafecie juniorów, Złoto – Mistrzostw Polski LOK w kategorii junior w sprincie i crossie, Srebro – Mistrzostw Polski Juniorów (M. Oziemczuk), Srebro – Mistrzostw Europy ISCF w Krosie Strzeleckim w sztafecie juniorów, Srebro – Mistrzostw Polski LOK w kategorii junior w sprincie i crossie (T. Oziemczuk), Brąz – Mistrzostw Europy ISCF w Krosie Strzeleckim w sztafecie seniorów, Brąz – Mistrzostw Polski LOK w kategorii senior w crossie (A. Dziedzicki). Grono zawodnicze wzbogaca się o: Pawła Oziemczuka, Agnieszkę Lewczuk, Arkadiusza Mierzwę, Wojciecha Oziemczuka, Mariusza Jaszczuka, Marcina Malca.
Rok 1998 przyniósł największy sukces zawodnika drużyny letnim biathlonie. Mariusz Oziemczuk podczas IV Mistrzostw Europy ISCF w Letnim Biathlonie odbywających się w łotewskim Cesis zdobywa tytuł Mistrza Europy Juniorów w konkurencji sprint oraz wraz z Tomaszem Oziemczukiem – II miejsce w sztafecie. W następnym roku M. Oziemczuk zdobywa w czeskim Letohrad Puchar Europy w sprincie oraz srebrny medal Mistrzostw Polski Juniorów, a Tomasz Oziemczuk Mistrzostwo Polski LOK (kat. junior) w biegu indywidualnym i sprinterskim. Po zakończeniu nauki w szkole średniej M. Oziemczuk przenosi się do Katowic a T. Oziemczuk do Krakowa gdzie rozpoczynają studia na tamtejszych AWF. W okresie tym zespół strzelecki chłopców (M. Oziemczuk, T. Oziemczuk, A. Mierzwa) awansuje do Finału Ogólnopolskiego Zawodów Strzeleckich o „Srebrne Muszkiety” gdzie zajmuje wysokie IV miejsce (po raz drugi w historii).
Ostatnie zawody letniego biathlonu pod patronatem Ligi Obrony Kraju odbywają się w 1999 roku, a od 2000 roku rywalizację w tej dyscyplinie przejmuje Polski Związek Biathlonu.
Sukcesy Mariusza i Tomka Oziemczuków przyciągają następców. Trening strzelecki i biathlonowy rozpoczynają kolejni dobrze zapowiadający się zawodnicy: Tomasz Werema, Anna Prokopowicz, Grzegorz Kaluźniak, Marcin Prus, Dawid Łaskarzewski.

### Lata 1999-2003
W roku 1999 oficjalnie powstaje Klub Strzelecki Ligi Obrony Kraju „Dragon” Chełm, który od początku ukształtował się i działał w oparciu o Szkolne Koło Ligi Obrony Kraju. Klub zarejestrowano w Polskim Związku Strzelectwa Sportowego, co było warunkiem koniecznym do prowadzenia dalszej rywalizacji na szczeblu ogólnopolskim. PZSS przyjął KS LOK „Dragon” z siedzibą w Chełmie na swojego członka 8 maja 1999 r. Samą nazwę klubu zaproponowała młodzież, a jego Prezesem zostaje Jan Dąbski, dotychczasowy opiekun Szkolnego Koła LOK. W tym czasie w klubie jest 25 zarejestrowanych zawodników z licencjami, z których trzech posiada II klasę strzelecką i dziesięciu III klasę. Klub w tym czasie korzysta z 10-metrowej strzelnicy przy ul. Jagiellońskiej oraz 50-metrowej przy ul. Szpitalnej. Początkowo działalność finansują władze wojewódzkie i władze miasta Chełm poprzez przekazywane środków bezpośrednio na konto szkoły z przeznaczeniem na klub.
Aby zapewnić dalszy rozwój klubu oraz ze względu na pojawienie się problemów związanych z przekazywaniem i pobieraniem środków dla klubu pochodzących z budżetu, w roku 2003 podjęto działania zmierzające do sformalizowania działalności. 12 czerwca 2003 r. zwołano Walne Zebranie Członków, w którym uczestniczyło 20 osób, powołano stowarzyszenie z osobowością prawną pn. Międzyszkolny Klub Sportowy „Dragon” w Chełmie będący kontynuatorem Klubu Strzeleckiego Ligi Obrony Kraju „Dragon” i Koła LOK przy Zespole Szkół Zawodowych Kombinatu Cementowego Chełm.

## Rekordy klubowe

### Rekordy Polski
Zbigniew Poliszuk (grupa powszechna):
- Karabin dowolny 40 strzałów leżąc 398 pkt. (Wrocław – 12.10.2002)
- Karabin dowolny 40 strzałów leżąc finał 104,5 (Wrocław 26.09.1998)
- Karabin dowolny 3×20 strzałów 571 pkt. (Starachowice 27.04.2008)
- Karabin dowolny 3×20 strzałów finał 97,0 pkt. (Warszawa 2.10.2005)
- Karabin dowolny 3×20 strzałów (konkur.+finał) 644,1 pkt. (Bydgoszcz 10.06.2006)
- Karabin pneumatyczny 40 strzałów 393 pkt. (Częstochowa 18.05.2003)
- Karabin pneumatyczny 40 strzałów (konkur.+finał) 492 pkt. (Bydgoszcz 21-22.06.2008)
- Karabin pneumatyczny 40 strzałów (finał) 103 pkt. (Bydgoszcz 21-22.06.2008)

Rafał Łukaszyk (kategoria juniorów)
- Karabin pneumatyczny 60 strzałów (konkur. +finał) 696,5pkt. (ME Deauville 14.03.2007)
- Karabin dowolny 3x40 strzałów 3434 pkt. (Pilzno 7.06.2008)(Łukaszyk R. 1148, Bartnik T. 1145, Masłowski A. 1141)

Artur Powaga (kategoria juniorów młodszych)
- Karabin sportowy 60 strzałów leżąc 596 pkt. (Starachowice 3.06.2007)

## Udział w zawodach

### Zawody międzynarodowe
- Mistrzostwa Europy w strzelaniu z broni pneumatycznej 14.03.2007 Deauville – Francja
  - kpn 60 juniorzy – 2 miejsce Łukaszyk Rafał
- Akademickie Mistrzostwa Świata 5-15.10.2008 r., Pekin
  - Kpn 60 – 24 miejsce Rafał Łukaszyk, 7 miejsce Polska drużynowo
  - Kdw 60 – 27 miejsce Rafał Łukaszyk, 5 miejsce Polska drużynowo
  - Kdw 3x40 – 37 miejsce Rafał Łukaszyk, 7 miejsce Polska drużynowo
- Zawody Nadziei Olimpijskich 4-8.06.2008 Pilzno
  - kpn 60 juniorzy – 5 miejsce drużyna Polska w składzie z Rafałem Łukaszykiem
  - kdw 3x40 juniorzy – 3 miejsce Rafał Łukaszyk, 2 miejsce drużyna Polska z Rafałem Łukaszykiem
- Międzynarodowe Zawody Strzeleckie Juniorów 29.04-4.05.2008 r. SUHL. (Niemcy)
  - kdw 60 juniorzy – 6 miejsce Artur Powaga drużynowo (reprezentacja Polski)
  - kpn 60 juniorzy – 9 miejsce Artur Powaga drużynowo (reprezentacja Polski)
- Międzynarodowe Zawody Strzeleckie 27-30.03.2008 r. Berlin
  - kpn 60 juniorzy – 8 miejsce Artur Powaga
  - kdw 3x40 juniorzy – 8 miejsce Artur Powaga
  - kdw 60 juniorzy – 8 miejsce Artur Powaga
- Międzynarodowe Zawody Strzeleckie 10-16.03.2008 r. Dortmund
  - kpn 60 juniorzy – 6 miejsce Łukaszyk Rafał
  - kdw 3x40 juniorzy – 5 miejsce Łukaszyk Rafał
- Internationaler Wettkampf München 2008 24-26.01.2008 r. Monachium
  - kpn 60 juniorzy – 21 miejsce Rafał Łukaszyk
  - kpn 60 juniorzy – 9 miejsce Rafał Łukaszyk
- Grand Prix of Pilzno 2008 11-12.01.2008 r. Pilzno
  - kpn 60 juniorzy – 8 miejsce Rafał Łukaszyk
  - kpn 60 juniorzy – 4 miejsce Rafał Łukaszyk
- IV Mistrzostwa Europy ISCF w Letnim Biathlonie 1998 Cesis-Łotwa
  - sprint juniorzy – 1 miejsce Mariusz Oziemczuk
  - sztafeta juniorów – 2 miejsce Mariusz Oziemczuk, Tomasz Oziemczuk
- III Mistrzostwa Europy ISCF w Krosie Strzeleckim 1997 Toksowo k. Petersburga-Rosja
  - sztafeta juniorów – 2 miejsce Mariusz Oziemczuk, Tomasz Oziemczuk
  - sztafeta seniorów – 3 miejsce Andrzej Dziedzicki
- I Mistrzostwa Europy ISCF w Krosie Strzeleckim 1994 Jablonec nad Nysą-Czechy
  - sztafeta seniorów – 5 miejsce Marcin Królikowski
- Puchar Europy ISCF w Letnim Biathlonie 1999 Letohrod-Czechy
  - sprint juniorzy – 1 miejsce Mariusz Oziemczuk
- Światowy Puchar ISCF w Letnim Biathlonie 1996 Letohrod-Czechy
  - sztafeta juniorów – 1 miejsce Mariusz Oziemczuk
- Klasyfikacja końcowa Pucharu Świata Juniorów ISCF w Letnim Biathlonie 1996
  - 5 miejsce Tomasz Oziemczuk
  - 7 miejsce Mariusz Oziemczuk
  - 10 miejsce Wiesław Michalczuk
- Klasyfikacja końcowa Pucharu Europy Juniorów ISCF w Letnim Biathlonie 1995
  - 6 miejsce Wiesław Michalczuk

### Mistrzostwa Polski
- Mistrzostwa Polski Kobiet i Mężczyzn w strzelaniach kulowych i pneumatycznych 26-29.06.2008 Wrocław
  - kdw 3x40 mężczyźni – 3 miejsce Rafał Łukaszyk
  - kpn 60 mężczyźni – 1 miejsce Rafał Łukaszyk
- Mistrzostwa Polski Kobiet i mężczyzn w strzelaniach kulowych 14-17.06.2007 Wrocław
  - kdw 60 mężczyźni – 4 miejsce Rafał Łukaszyk
  - kpn 60 mężczyźni – 5 miejsce Zbigniew Poliszuk
- Mistrzostwa Polski Kobiet i Mężczyzn w strzelaniach pneumatycznych 15-18 II 2007 Wrocław
  - kpn 60 mężczyźni – 4 miejsce Rafał Łukaszyk
  - kpn 60 mężczyźni – 3 miejsce Rafał Łukaszyk
- Mistrzostwa Polski Kobiet i Mężczyzn w strzelectwie kulowym i pneumatycznym 15-18.06.2006 Wrocław
  - kpn 60 mężczyźni – 4 miejsce Rafał Łukaszyk
- Mistrzostwa Polski Kobiet i Mężczyzn w strzelaniach kulowych i Grand Prix w konkurencjach pneumatycznych 26-29 V 2005 Wrocław
  - kpn 60 mężczyźni – VIII miejsce Zbigniew Poliszuk
- Mistrzostwa Polski Kobiet Mężczyzn w strzelaniach pneumatycznych 4-6.02.2005 Wrocław
  - kpn 60 mężczyźni – XIII miejsce Zbigniew Poliszuk
- Mistrzostwa Polski Juniorów w strzelectwie sportowym 19-22.06.2008 Zielona Góra
  - kpn60 juniorzy – 1 miejsce Rafał Łukaszyk, 3 miejsce Łukasz Poliszuk, 5 miejsce Artur Powaga-klasyfikacja klubowa MPJ – 1 miejsce MKS Dragon
  - kdw 3x40 juniorzy – 1 miejsce Rafał Łukaszyk, 7 miejsce Łukasz Poliszuk – klasyfikacja klubowa Mistrzostw Polski Juniorów – 1 miejsce MKS Dragon
  - kdw 60 juniorzy – 2 miejsce Rafał Łukaszyk, 6 miejsce Artur Powaga-klasyfikacja klubowa Mistrzostw Polski Juniorów – 1 miejsce MKS Dragon
  - ksp 60 juniorki – 4 miejsce Patrycja Powaga-W klasyfikacji klubowej MPJ w strzelectwie sportowym MKS Dragon Chełm – 5 miejsce
- Mistrzostwa Polski Juniorów w strzelectwie sportowym 22-25.06.2007 Zielona Góra
  - kdw 60 juniorzy – 1 miejsce Łukasz Poliszuk, 2 miejsce Rafał Łukaszyk – klasyfikacja klubowa Mistrzostw Polski Juniorów – 1 miejsce MKS Dragon
  - kdw 3x40 juniorzy – 2 miejsce Rafał Łukaszyk, 4 miejsce Łukasz Poliszuk – klasyfikacja klubowa Mistrzostw Polski Juniorów – 1 miejsce MKS Dragon
  - kpn 60 juniorzy – 3 miejsce Rafał Łukaszyk, 9 miejsce Łukasz Poliszuk – klasyfikacja klubowa Mistrzostw Polski Juniorów – 3 miejsce MKS Dragon,
- Mistrzostwa Polski Juniorów w Strzelectwie Sportowym 22-25.06.2006 Zielona Góra
  - kdw3x40 juniorzy – 3 miejsce Łukaszyk Rafał
  - kpn60 juniorzy – 3 miejsce Łukaszyk Rafał
- Mistrzostwa Polski Grupy Powszechnej 09-11.06.2006 Bydgoszcz
  - kpn 40 open – 1 miejsce Zbigniew Poliszuk
  - kdw 3x20 – 1 miejsce Zbigniew Poliszuk
- Mistrzostwa Polski Grupy Powszechnej 17-19 VI 2005 Wrocław
  - kpn40 – I m. Zbigniew Poliszuk
  - kdw40 – IV m. Zbigniew Poliszuk
  - kdw3x20 – II m. Zbigniew Poliszuk
- Mistrzostwa Polski Grupy Powszechnej 26-29.06.03 Wrocław
  - kdw 3x10 – II m. Zbigniew Poliszuk
  - kpn 40 – I m. Zbigniew Poliszuk
- Mistrzostwa Polski Seniorów w strzelaniach kulowych i Grand Prix w strzelaniach pneumatycznych 19-22.06.03 Wrocław
  - kpn 60 mężczyźni – VI m. Zbigniew Poliszuk
- Mistrzostwa Polski Amatorów w strzelectwie 14 – 16.06.2002 r. Wrocław
  - kdw 40 – I m. – Zbigniew Poliszuk
  - kpn 40 – I m. – Zbigniew Poliszuk
- Klasyfikacja klubowa Ligi Obrony Kraju w letnim biathlonie
  - 1 miejsce 1997 r.
  - 1 miejsce 1998 r.
  - 1 miejsce 1999 r.
  - 3 miejsce 1996 r.
  - 5 miejsce 1995 r.

### Puchar Polski
- Finał Pucharu Polski w strzelectwie sportowym 25-28.09.2008 r. Zielona Góra
  - kdw 60 – 6 miejsce Rafał Łukaszyk
  - kdw 3x40 – 7 miejsce Rafał Łukaszyk
  - kpn 60 – 4 miejsce Rafał Łukaszyk, 6 miejsce Zbigniew Poliszuk
  - 4 miejsce MKS Dragon w klasyfikacji zespołowa Mistrzostw Polski
- Finał Pucharu Polski w Strzelectwie Sportowym. 21-24.09.2006 Zielona Góra
  - kdw 3x40 mężczyźni – 4 miejsce Łukaszyk Rafał
  - kpn 60 mężczyźni – 4 miejsce Łukaszyk Rafał
- Finał Pucharu Polski w strzelectwie sportowym 21-24 IX 2005 Zielona Góra
  - kpn60 mężczyźni – V m. Zbigniew Poliszuk
  - kdw3x40 mężczyźni – V m. Zbigniew Poliszuk
  - kdw60 mężczyźni – II m. Zbigniew Poliszuk
- Finał Pucharu Polski Grupy Powszechnej w strzelaniach kulowych i pneumatycznych 11-12.10.2008 r. Bydgoszcz
  - kpn 40 – 1 miejsce Zbigniew Poliszuk (po 4-ch rundach)
  - Finał Pucharu Polski 1 miejsce Zbigniew Poliszuk
  - Kdw 40 – 2 miejsce Zbigniew Poliszuk (po 4-ch rundach)
  - Finał Pucharu Polski 6 miejsce Zbigniew Poliszuk
  - Ppn 40 – 5 miejsce Mirosław Majewski (po 4-ch rundach)
  - Finał Pucharu Polski 3 miejsce Mirosław Majewski
  - Psp 30 Finał Pucharu Polski 3 miejsce Mirosław Majewski
- Finał Pucharu Polski Grupy Powszechnej 11 – 13.10.2002 Kraków
  - kpn 40 – I m. Zbigniew Poliszuk
  - kdw 40 – I m. Zbigniew Poliszuk
  - kdw 3x10 – I m. Zbigniew Poliszuk

- Finał Pucharu Polski Grupy Powszechnej 30 IX – 2 X 2005 Warszawa
  - kdw40 – II m. Zbigniew Poliszuk
  - kdw3x20 – I m. Zbigniew Poliszuk
  - kpn40 – I m. Zbigniew Poliszuk

### Olimpiada Młodzieży
- XIII Ogólnopolska Olimpiada Młodzieży w strzelectwie sportowym 17-22.07.2007 Zielona Góra.
  - kpn 40 juniorzy młodsi- 2 miejsce Powaga Artur
  - Ksp 60 juniorzy młodsi – 2 miejsce Powaga Artur
- Grand Prix Polski juniorów młodszych 17-22.07.2007 Zielona Góra**ksp 3x20 juniorzy młodsi – 3 miejsce Powaga Artur
  - kpn 40 – 2 miejsce Powaga Artur
  - ksp 60 – 2 miejsce Powaga Artur
- Finał XII Ogólnopolskiej Olimpiady Młodzieży w Strzelectwie Sportowym „Ziemia Łódzka 2006” 18-23.07.2006 Starachowice
  - kpn40 Juniorzy młodsi – 3 miejsce Powaga Artur
  - ksp60 Juniorzy młodsi – 1 miejsce Powaga Artur

- Grad Prix ksp60 Juniorki młodsze – 1 miejsce Powaga Patrycja

- XI Ogólnopolska Olimpiada Młodzieży w strzelectwie sportowym 21-26 VII 2005 Wrocław
  - kpn40 juniorzy młodsi – III m. Łukasz Poliszuk
  - ksp 3x20 juniorzy młodsi GP – III miejsce Łukasz Poliszuk
  - ksp60 juniorki młodsze GP – VI miejsce Powaga Patrycja

### Inne zawody
- Puchar Prezesa PZSS w strzelectwie sportowym 18-21.05.2006 Starachowice
  - kpn 40 juniorzy młodsi – 2 miejsce Powaga Artur
- „Złoty Muszkiet i Złota Krócica” w strzelectwie sportowym 2-5 VI 2005 Zielona Góra
  - kpn40 juniorzy młodsi – II m. Łukasz Poliszuk
- Centralne Zawody Strzeleckie „o Srebrne Muszkiety” czerwiec 1994 Złotoryja
  - I miejsce drużynowo – Piotr Janiczuk, Mariusz Rułka, Marcin Królikowski, Zbigniew Krasiński
  - II miejsce indywidualnie – Mariusz Rułka

## Ranking PZSS
2011
- karabin pneumatyczny 60 strz. seniorzy:

13 miejsce Zbigniew Poliszuk
- karabin pneumatyczny 40 strz. seniorki:

21 miejsce Patrycja Powaga
- karabin pneumatyczny 60 strz. juniorzy:

12 miejsce Bartłomiej Rawski
- karabin pneumatyczny 60 strz. juniorzy młodsi:

46 miejsce Adrian Dudek
- karabin pneumatyczny 60 strz. juniorki młodsze:

45 miejsce Aleksandra Wawron
- karabin dowolny 3x40 strz. seniorzy:

11 miejsce Zbigniew Poliszuk
- karabin dowolny 60 strz. seniorzy:

9 miejsce Zbigniew Poliszuk,
24 miejsce Artur Powaga
- karabin dowolny 60 strz. seniorki:

13 miejsce Patrycja Powaga
- karabin dowolny 60 strz. juniorzy:

10 miejsce Bartłomiej Rawski
- karabin dowolny 60 strz. juniorzy młodsi:

16 miejsce Adrian Dudek
2010
- karabin pneumatyczny 60 strz. seniorzy

11 miejsce Zbigniew Poliszuk, 15 miejsce Artur Powaga
- karabin pneumatyczny 40 strz. seniorki:

18 miejsce Patrycja Powaga
- karabin pneumatyczny 60 strz. juniorzy:

11 miejsce Artur Powaga, 28 miejsce Bartłomiej Rawski
- karabin pneumatyczny 60 strz. juniorzy młodsi:

27 miejsce Michał Koczura, 4 miejsce Godziszewski Karol
- karabin dowolny 3x40 strz. seniorzy:

11 miejsce Zbigniew Poliszuk
- karabin dowolny 3x40 strz. juniorzy:

7 miejsce Artur Powaga
- karabin dowolny 60 strz. seniorzy:

3 miejsce Zbigniew Poliszuk, 32 miejsce Artur Powaga
- karabin dowolny 60 strz. seniorki:

43 miejsce Patrycja Powaga
- karabin dowolny 60 strz. juniorzy:

8 miejsce Artur Powaga
- karabin dowolny 60 strz. juniorzy młodsi:

21 miejsce Michał Koczura, 40 miejsce Karol Godziszewski
- pistolet pneumatyczny 60 strz. seniorzy:

33 miejsce Mirosław Majewski
2009
- karabin pneumatyczny 60 strz. seniorzy

8 miejsce Zbigniew Poliszuk
- karabin dowolny 60 strz. seniorzy

7 miejsce Zbigniew Poliszuk, 20 miejsce Powaga Artur, 23 miejsce Łukasz Poliszuk
- karabin pneumatyczny 60 strz. juniorzy

5 miejsce Powaga Artur, 38 miejsce Rawski Bartłomiej
- karabin dowolny 3x40 strz. juniorzy

11 miejsce Powaga Artur
- karabin dowolny 60 strz. juniorzy

9 miejsce Powaga Artur, 16 miejsce Rawski Bartłomiej
- karabin pneumatyczny 40 strz. juniorki

63 miejsce Powaga Patrycja
- karabin sportowy 60 strz. juniorki

14 miejsce Powaga Patrycja
- pistolet pneumatyczny 60 strz. seniorzy

23 miejsce Majewski Mirosław
2008
- karabin pneumatyczny 60 strz. seniorzy

5 miejsce Łukaszyk Rafał, 7 miejsce Zbigniew Poliszuk, 14 miejsce Powaga Artur
- karabin dowolny 3x40 strz. seniorzy

5 miejsce Łukaszyk Rafał, 14 miejsce Zbigniew Poliszuk
- karabin dowolny 60 strz. seniorzy

9 miejsce Zbigniew Poliszuk, 13 miejsce Łukaszyk Rafał
- karabin pneumatyczny 60 strz. juniorzy

1 miejsce Łukaszyk Rafał, 5 miejsce Powaga Artur
- karabin dowolny 3x40 strz. juniorzy

2 miejsce Łukaszyk Rafał, 13 miejsce Powaga Artur
- karabin dowolny 60 strz. juniorzy

3 miejsce Powaga Artur, 4 miejsce Łukaszyk Rafał, 11 miejsce Łukasz Poliszuk
- karabin sportowy 60 strz. juniorki

12 miejsce Powaga Patrycja
2007
- karabin pneumatyczny 60 strz. seniorzy

8 miejsce Zbigniew Poliszuk, 9 miejsce Łukaszyk Rafał
- karabin dowolny 60 strz. seniorzy

7 miejsce Łukaszyk Rafał, 8 miejsce Zbigniew Poliszuk
- karabin pneumatyczny 60 strz. juniorzy

2 miejsce Łukaszyk Rafał, 8 miejsce Łukasz Poliszuk
- karabin dowolny 3x40 strz. juniorzy

3 miejsce Łukaszyk Rafał, 6 miejsce Łukasz Poliszuk
- karabin dowolny 60 strz. juniorzy

1 miejsce Łukaszyk Rafał, 5 miejsce Łukasz Poliszuk
- karabin pneumatyczny 40 strz. juniorzy młodsi

2 miejsce Powaga Artur
- karabin dowolny 3x20 strz. juniorzy młodsi

14 miejsce Powaga Artur
- karabin sportowy 60 strz. juniorzy młodsi

2 miejsce Powaga Artur
2006
- karabin pneumatyczny 60 strz. seniorzy

8 miejsce Łukaszyk Rafał
- karabin dowolny 60 strz. seniorzy

8 miejsce Zbigniew Poliszuk, 14 miejsce Łukaszyk Rafał
- karabin dowolny 3x40 strz. seniorzy

11 miejsce Łukaszyk Rafał
- karabin pneumatyczny 60 strz. juniorzy

2 miejsce Łukaszyk Rafał, 8 miejsce Łukasz Poliszuk
- karabin dowolny 3x40 strz. juniorzy

5 miejsce Łukaszyk Rafał, 8 miejsce Łukasz Poliszuk
- karabin dowolny 60 strz. juniorzy

3 miejsce Łukaszyk Rafał, 8 miejsce Łukasz Poliszuk
- karabin pneumatyczny 40 strz. juniorzy młodsi

5 miejsce Powaga Artur
- karabin dowolny 3x20 strz. juniorzy młodsi

10 miejsce Powaga Artur
- karabin sportowy 60 strz. juniorzy młodsi

1 miejsce Powaga Artur
2005
- karabin pneumatyczny 60 strz. seniorzy

9 miejsce Zbigniew Poliszuk
- karabin dowolny 60 strz. seniorzy

7 miejsce Zbigniew Poliszuk
- karabin dowolny 3x40 strz. seniorzy

11 miejsce Zbigniew Poliszuk
- karabin pneumatyczny 40 strz. juniorzy młodsi

6 miejsce Łukasz Poliszuk
- karabin dowolny 3x40 strz. juniorzy młodsi

8 miejsce Łukasz Poliszuk
- karabin sportowy 60 strz. juniorzy młodsi

10 miejsce Łukasz Poliszuk
2004
- karabin dowolny 60 strz. seniorzy

3 miejsce Zbigniew Poliszuk